# Rufus (Oregon)
Rufus – miasto w Stanach Zjednoczonych, w stanie Oregon, w hrabstwie Sherman. Miasto zostało nazwane na cześć wczesnego osadnika, Rufusa Carrola Wallisa.